# Patrick Boyle
Patrick Boyle, 10. hrabia Glasgow (ur. 30 lipca 1939) – brytyjski arystokrata, polityk i filmowiec, członek Izby Lordów, jeden z pięciu parów dziedzicznych zasiadających tam w ławach Liberalnych Demokratów. 
Jest absolwentem Sorbony. Po jej ukończeniu i odbyciu służby wojskowej w ochotniczej rezerwie Royal Navy związał się z branżą filmową, gdzie najpierw pracował jako asystent reżysera, a następnie został producentem filmów dokumentalnych. W 1984 odziedziczył po swym ojcu tytuł hrabiego Glasgow oraz przywódcy szkockiego klanu Boyle, jednak dopiero sześć lat później zdecydował się objąć przysługujące mu miejsce w Izbie Lordów. Po reformie Izby z 1999 roku, która ograniczyła liczbę parów dziedzicznych do 92, początkowo znalazł się poza parlamentem. Wrócił do niego w 2005, gdy Liberalni Demokraci wybrali go na następcę zmarłego lorda Russella. 
Lord Glasgow mieszka w zamku Kelburn Castle w hrabstwie North Ayrshire, będącym historyczną siedzibą jego rodziny. W 2007 przyciągnął uwagę mediów, gdy zezwolił na pokrycie zamkowej wieży graffiti, co oprócz efektu artystycznego miało zabezpieczyć zabytkowy budulec do czasu pokrycia go nową elewacją. Graffiti zostanie usunięte w toku renowacji, która trwa na zamku od 2009 roku. 
Od 1975 jest żonaty z Isabel James, mają dwoje dzieci. 